# Kriminalätiologie
Kriminalätiologie ist die Wissenschaft von den Ursachen des Verbrechens. Sie ist neben der
Kriminalphänomenologie und der Viktimologie ein Teilbereich der Kriminologie.

## Gebiete
Die Kriminalätiologie umfasst folgende drei Teilgebiete:
- Kriminalbiologie: das Verbrechen beruht auf den körperlichen Anlagen des Täters („Geborener Täter“)
- Kriminalsoziologie: das Verbrechen beruht auf gesellschaftlichen Ursachen
- Kriminalpsychologie: das Verbrechen beruht auf der Psyche des einzelnen Menschen